# Alaxançallı
Alaxançallı è un comune dell'Azerbaigian situato nel distretto di Daşkəsən. Conta una popolazione di 586 abitanti.